# Deísmo ceremonial
El Deísmo ceremonial es un término legal utilizado en Estados Unidos para declaraciones y prácticas que con el tiempo hoy en día son consideradas meramente rituales y no religiosas.
Ejemplos de esto es la referencia a Dios en el Juramento de Lealtad de  1954 o la frase "In God We Trust" inscrita en el dólar.
El término fue acuñado en 1962 por el aquel entonces decano de la Escuela de Derecho de Yale, Eugene Rostow, y es utilizado desde 1984 por la Corte Suprema de los Estados Unidos para evaluar las exenciones de la Primera Enmienda de la Constitución.

## Uso en la Corte Suprema
El primer uso en la Corte Suprema, aparece en la disertación de Justice Brennan:
Lynch v. Donnelly, 465 U.S. 668 .
...I would suggest that such practices as the designation of "In God We Trust" as our national motto, or the references to God contained in the Pledge of Allegiance to the flag can best be understood, in Dean Rostow's apt phrase, as a form a "ceremonial deism," protected from Establishment Clause scrutiny chiefly because they have lost through rote repetition any significant religious content. [emphasis added, citations omitted]